# 세종사이버대학교
세종사이버대학교(世宗사이버大學校, Sejong Cyber University)는 서울특별시 광진구에 위치한 대한민국의 사립 사이버 대학이다.

2001년에 설립하여 2008년에 고등교육법상 학사 학위 수여 기관으로 개편되었다. 또한 2011년 10월 대학원 설립 인가를 받아 대학원 학위 과정을 제공하고 있다.

그리고, 세종사이버대학교가 전국 사이버대학교를 대상으로 실시된 ‘원격대학 인증·역량진단 평가’에서 1등을 차지했다.

교육부는 원격대학의 대학경영, 교육환경, 그리고 교육과정 등을 종합적으로 평가했다. 이를 토대로 국내 사이버대학의 교육경쟁력 강화방안을 지원하고자 ‘원격대학 인증·역량진단’을 ‘고등교육법’에 근거해 설립된 19개 사이버대학들을 대상으로 실시했다. 이 평가에서 세종사이버대학교가 최고 등급을 받은 것이다.

학과 중심 특성화 교육과정 운영을 통한 학생들의 자격증 취득 실적과 장애 학생을 위한 다양한 교육지원 등이 매우 우수한 것으로 평가되었다.

학생이 언제 어디서든 편리하게 학습할 수 있는 환경을 제공하고자 PC와 모바일에서 동일한 수강 환경을 제공하는 웹반응형 학습관리시스템(LMS)을 사이버대학 최초로 구축하여 서비스하는 교육시스템이 크게 인정받았다.

또한, 세종사이버대학교는 메타버스 기술을 캠퍼스 행사와 교육에 접목한 선두 주자로 한마음 축제와 입학설명회, 강연회 등을 가상공간에서 운영하고 있다. 국내는 물론 전 세계 거주 학생들이 시·공간에 구애받지 않고 풍부한 학문적 지식과 학사정보를 얻고 있다.

## 연혁
- 2001년 3월: 세종사이버대학교 설립
- 2011년 10월: 정보보호대학원 설립

## 교육편제

### 학부
세종사이버대학교의 학부는 2024년 기준, 10개 학부 35개 학과로 이루어져 있다.
| - 국제학부 - 국제학과(영어·중국어) - 한국어학과 - 콘텐츠창작학부 - 문예창작학과 - 유튜버학과 - 만화애니메이션학과 - 실용음악학과 - 상담심리학부 - 상담심리학과 - 군경상담학과 - 예술치료학과 - 아동가족학부 - 아동학과 - 가족복지상담학과 | - 사회복지학부 - 사회복지학과 - 사회복지행정학과 - 경영학부 - 경영학과 - 유통물류학과 - 세무·회계·금융학과 - 외식창업프랜차이즈학과 - 디지털마케팅학과 - 패션뷰티경영학과 - 부동산경영학부 - 부동산경매중개학과 - 부동산자산경영학과 - 건축·도시계획학과 - 환경조경학과 | - 호텔관광경영학부 - 호텔관광경영학과 - 조리·서비스경영학과 - 바리스타·소믈리에학과 - IT학부 - 소프트웨어공학과 - 컴퓨터AI공학과 - 정보보호학과 - 전기전자공학과 - 재난안전학부 - 소방방재학과 - 소방행정학과 - 산업안전공학과 - 드론로봇융합학과 |

### 대학원
세종사이버대학교는 특수대학원으로 정보보호대학원(정보보호학과), 경영대학원(MBA학과) 2개원을 설립하여 석사 과정을 제공하고 있다.

## 장학혜택
세종사이버대학교는 2023학년도 대학정보공시 기준 국내 주요 사이버대학교 중 최고 수준인 연간 장학금 혜택을 제공하고 있다.
세종사이버대학교 재학생은 1인당 연간 199만원의 장학금을 받았다.
입학 장학으로는 직장인 장학, 전업주부 장학, 만학도 장학, 특성화인재 장학, 희망인재 장학, 어깨동무 장학,
IT인재 장학, 전국 어린이집, 유치원, 초·중·고등학교 재직자를 위한 배움터 장학 등
다양한 구분에 따라 1년 연속학기 수업료 30% 지급 혜택이 제공된다. 직업군인, 군무원, 경찰, 소방관 복무 및 재직자(호국 장학),
학교 밖 청소년(꿈드림)은 졸업까지 최대 수업료 40∼50%에 해당하는 장학금을 지급하는 등의 혜택이 주어진다.